# Мадагаскар на Светском првенству у атлетици на отвореном 2017.
Мадагаскар је учествовао на Светском првенству у атлетици на отвореном 2017. одржаном у Лондону од 4. до 13. августа шеснаести пут, односно учествовао је на свим првенствима до данас. Репрезентацију Мадагаскара представљала је 1 атлетичарка која се такмичила у трци на 1.500 метара.,.
На овом првенству такмичарка Мадагаскара није освојила ниједну медаљу али је остварила најбољи лични резултат сезоне.

## Учесници
Жене:
- Елијане Сахолинирина — 1.500 м

## Резултати

### Жене
| Атлетичарка          | Дисциплина | Лични рекорд | Квалификација | Квалификација | Полуфинале            | Полуфинале            | Финале                | Финале       | Детаљи |
| Атлетичарка          | Дисциплина | Лични рекорд | Резултат      | Место         | Резултат              | Место                 | Резултат              | Место        | Детаљи |
| -------------------- | ---------- | ------------ | ------------- | ------------- | --------------------- | --------------------- | --------------------- | ------------ | ------ |
| Елијане Сахолинирина | 1.500 м    | 4:15,13 НР   | 4:23,56 ЛРС   | 15. у гр. 2   | није се квалификовала | није се квалификовала | није се квалификовала | 42 / 43 (44) |        |